# Dwight Yoakam
Dwight Yoakam est un chanteur et compositeur de musique country, acteur, producteur, réalisateur et scénariste américain né le 23 octobre 1956 à Pikeville, Kentucky (États-Unis).
La musique de Dwight Yoakam est issue à la fois du honky tonk (influence Buck Owens) et également du rock 'n' roll (tendance Elvis Presley).

## Biographie
Dwight Yoakam est né le 23 octobre 1956 de Ruth Ann (née Tibbs), opératrice de perforatrice de carte et de David Yoakam, propriétaire d'une station-service,. Il est né à Pikeville, dans le Kentucky, mais a grandi à Columbus, dans l'Ohio, où il a obtenu son diplôme de la Northland High School en 1974. Pendant ses années au lycée, il participe aux programmes de musique et d'art dramatique. Il est sélectionné pour des rôles principaux dans des pièces de théâtre, notamment celui de "Charlie" dans Des fleurs pour Algernon. En dehors de l'école, Yoakam chante et joue de la guitare dans des groupes locaux de garage.
Il fréquente brièvement l'Université d'État de l'Ohio, mais abandonne et déménage à Los Angeles en 1977 dans le but d'enregistrer sa musique. Le 7 mai 2005, l'Université de la Vallée de l'Ohio de Parkersburg, en Virginie-Occidentale, décerne à Yoakam un doctorat honorifique.

## Filmographie

### comme acteur
- 1992 : Red Rock West de John Dahl : Truck Driver
- 1994 : Roswell, le mystère (Roswell) (TV) : Mac Brazel
- 1995 : The Little Death de Jan Verheyen : Bobby Lomax
- 1996 : Don't Look Back (en) (TV) : Skipper
- 1996 : La Justice au cœur (Sling Blade) de Billy Bob Thornton : Doyle Hargraves
- 1997 : Painted Hero : Virgil Kidder
- 1998 : Le Gang des Newton de (The Newton Boys) de Richard Linklater : Brentwood Glasscock
- 1998 : Quand les clairons se taisent (en) (When Trumpets Fade) (TV) : Lieutenant Colonel
- 1999 : The Minus Man de Hampton Fancher : Détective Blair (flashback scenes)
- 2000 : South of Heaven, West of Hell de Dwight Yoakam : Valentine Casey
- 2002 : Panic Room de David Fincher : Raoul
- 2003 : Hollywood Homicide de Ron Shelton : Leroy Wasley
- 2004 : 3-Way de Scott Ziehl : Herbert
- 2005 : Trois enterrements (The Three Burials of Melquiades Estrada) de Tommy Lee Jones : Belmont
- 2005 : Serial noceurs (Wedding Crashers) de David Dobkin : Mr. Kroeger
- 2006 : Bandidas de Joachim Rønning et Espen Sandberg : Tyler Jackson
- 2007 : Hyper Tension de Mark Neveldine et Brian Taylor : Doc Miles
- 2008 : Tout... sauf en famille (Four Christmases) de Seth Gordon : Pasteur Phil
- 2009 : Hyper Tension 2 de Mark Neveldine et Brian Taylor : Doc Miles
- 2014 : Under the dome (Série) : Lyle Chumley (saison 2)
- 2016 : Goliath (série) : Wendell Corey
- 2017 : Logan Lucky de Steven Soderbergh : Warden Burns
- 2021 : Cry Macho de Clint Eastwood

### comme compositeur
- 1994 : L'Escorte infernale (Chasers) de Dennis Hopper

### comme producteur
- 2002 : Escapade à Reno (Waking Up in Reno) de Jordan Brady

### comme réalisateur
- 2000 : South of Heaven, West of Hell (+ scénariste)

## Discographie

### Albums solo
- Guitars, Cadillacs, Etc., Etc. (1986)
- Hillbilly Deluxe (1987)
- Buenas Noches From a Lonely Room (1988)
- If There Was a Way (1990)
- La croix d'amour (1992)
- This Time (1993)
- Dwight Live (1995)
- Gone (1995)
- Come On Christmas (1997)
- A Long Way Home (1998)
- Tomorrow's Sounds Today (2000)
- South of Heaven, West of Hell (2001)
- Population Me (2003)
- Blame the Vain (2005)
- 3 Pears (2012)
- 21st Century Hits : Best Of 2000-2012 (2013)
- Second Hand Heart (2015)
- Swimmin' Pools, Movie Stars... (2016)

### Participations
- 1992 : Partners de Flaco Jimenez (Reprise) avec Stephen Stills, Linda Ronstadt, John Hiatt, Ry Cooder, Emmylou Harris, Los Lobos…
- 2003 : The Wind (Sony music) de Warren Zevon avec Bruce Springsteen, Jorge Calderon  et Ry Cooder (guit.), Emmylou Harris (chant),